# Diamonds for Breakfast (film)
Pour plus de détails, voir Fiche technique et Distribution.
Diamonds for Breakfast est un film britannique réalisé par Christopher Morahan, sorti en 1968.

## Fiche technique
- Titre : Diamonds for Breakfast
- Réalisation : Christopher Morahan
- Scénario : Ronald Harwood, Pierre Rouve et N. F. Simpson (en)
- Photographie : Gerry Turpin
- Musique : Norman Kay (en)
- Pays d'origine : Royaume-Uni
- Genre : comédie
- Date de sortie : 1968

## Distribution
- Marcello Mastroianni : Grand Duc Nicholas Wladimirovitch Goduno
- Rita Tushingham : Bridget Rafferty
- Elaine Taylor : Victoria
- Margaret Blye : Honey
- Francesca Tu (en) : Jeanne Silkingers
- Leonard Rossiter : Inspecteur Dudley
- David Horne : Duc de Windemere
- Corin Redgrave : un visiteur au musée (non crédité)